# 俞源乡
俞源乡为中国浙江省武义县的一个乡。俞源乡距武义县城20余公里，西邻桃溪镇，北邻白姆乡，东邻王宅镇，南邻坦洪乡。该乡总面积64.64平方公里。全乡人口11406人。俞源乡辖22个行政村。乡政府驻俞源村。该地以山地丘陵为主。海拔1098米的白岩头尖为该乡最高点。该乡境内的俞源村为中国历史文化名村。

## 行政区划
下辖以下地区：
俞源村、祝洪村、岩坑村、后陶村、吴宅村、刘秀村、阳畈村、凡岭脚村、下杨一村、宋村、马卜村、下杨二村、尖坑村、钟蓬村、破岗山村、黄皮坑村、黄家里村、小后陶村、力丰村、大黄岭头村和九龙新村。

## 中国传统村落
俞源村获评“中国传统村落”。